# Copa Pan-Americana de Voleibol Feminino Sub-19
A Copa Pan-Americana de Voleibol Feminino Sub-19 é uma competição continental realizada pela Confederação da América do Norte, Central e Caribe de Voleibol (NORCECA), em parceria com a Confederação Sul-americana de Voleibol (CSV). É realizada bienalmente desde 2011.

## Histórico
O torneio começou a ser disputado no ano de 2011, em Tijuana, no México, contando com a participação de oito países: Argentina, México, República Dominicana, Peru, Porto Rico, Chile, Costa Rica e El Salvador. Na oportunidade, o país anfitrião perdeu o título para a seleção argentina; na disputa do bronze, a seleção dominicana derrotou o Peru no tie break.
Ainda sem contar com a presença dos Estados Unidos, a segunda Copa Pan-Americana Sub-18 realizou-se na Guatemala, contanto com a presença de cinco países da CSV e 3 da NORCECA. Em sua primeira participação, a seleção do Brasil sagrou-se campeã ao vencer a equipe de Porto Rico, enquanto a República Dominicana conquistou a medalha de bronze pela segunda vez. Nessa edição, disputou-se uma última vaga para o Campeonato Mundial da categoria, tendo a seleção de Porto Rico se beneficiado de tal conquista.
A Argentina reconquistou a sua coroa em 2015, ao vencer a sua similar República Dominicana, enquanto Cuba conquistou o bronze ao bater o seu tradicional rival Porto Rico. O Brasil não se interessou em participar dessa edição, assim como a seleção dos Estados Unidos. A edição seguinte reuniu o número máximo de participantes, dez ao todo. Mantendo a tradição, o torneio foi conquistado por uma equipe sul-americana, na ocasião, a Colômbia, que venceu a sua similar Cuba; na disputa pelo bronze, as dominicanas derrotaram as argentinas. Além das finalistas, a seleção mexicana conquistou uma vaga no mundial da categoria do ano vigente, mesmo finalizando na quinta posição.
Para a sua quinta edição, a competição retorna ao México reunindo oito equipes: Cuba, Porto Rico, Peru, República Dominicana, Honduras, Chile e Guatemala, além das anfitriãs. Após uma primeira fase difícil, tendo-se classificado às quartas-de-finais na terceira posição, as peruanas deram a volta por cima e tomaram revanche frente às porto-riquenhas, vencendo-as na final pelo placar mínimo. As donas da casa, por sua vez, bateram a surpreendente seleção chilena na disputa pelo bronze. Além das medalhas, Porto Rico e México garantiram as duas vagas para o mundial da categoria do ano vigente.

## Quadro de medalhas
| Ordem | País                 | Medalha de ouro | Medalha de prata | Medalha de bronze |   |
| ----- | -------------------- | --------------- | ---------------- | ----------------- | - |
| 1     | Argentina            | 2               | 0                | 0                 | 2 |
| 2     | Brasil               | 1               | 1                | 0                 | 2 |
| 3     | Colômbia             | 1               | 0                | 0                 | 1 |
| 3     | Peru                 | 1               | 0                | 0                 | 1 |
| 3     | Estados Unidos       | 1               | 0                | 0                 | 1 |
| 6     | Porto Rico           | 0               | 2                | 0                 | 2 |
| 7     | República Dominicana | 0               | 1                | 4                 | 5 |
| 8     | Cuba                 | 0               | 1                | 1                 | 2 |
| 8     | México               | 0               | 1                | 1                 | 2 |

## MVPs por edição
- 2011 -  Priscila Bosio[17]
- 2013 -  Laís Vasques[18]
- 2015 -  Anahí Tosi[19]
- 2017 -  Valerin Carabali[20]
- 2019 -  Janelly Ceopa[21]